# Jorgos Lilikas
Jorgos Lilikas, gr. Γιώργος Λιλλήκας (ur. 1 czerwca 1960 w miejscowości Panaja) – cypryjski polityk, politolog i przedsiębiorca, deputowany oraz minister, kandydat w wyborach prezydenckich.

## Życiorys
Kształcił się w zakresie nauk politycznych w Instytutach Studiów Politycznych w Lyonie i Grenoble. Po powrocie na Cypr był doradcą prezydenta Jorgosa Wasiliu i sekretarzem ds. młodych. W 1993 zajął się prowadzeniem własnej działalności gospodarczej. W 1996 i w 2001 z ramienia Postępowej Partii Ludzi Pracy uzyskiwał mandat posła do Izby Reprezentantów. Brał aktywny udział w kampaniach wyborczych lewicowych kandydatów na prezydenta.
Po zwycięstwie Tasosa Papadopulosa dołączył do kierowanego przez tegoż rządu. Pełnił funkcję ministra handlu, przemysłu i turystyki (2003–2006), a następnie do 2007 ministra spraw zagranicznych. W 2013 Jorgos Lilikas wystartował w wyborach prezydenckich z poparciem Ruchu na rzecz Socjaldemokracji. W pierwszej turze głosowania zajął 3. miejsce z wynikiem 24,93% głosów. Zorganizował ugrupowanie Sojusz Obywatelski, z ramienia którego w 2014 bezskutecznie kandydował do Europarlamentu.
W 2016 ponownie został wybrany w skład Izby Reprezentantów. W 2018 po raz drugi kandydował w wyborach prezydenckich, otrzymując w pierwszej turze głosowania 2,18% głosów (5. miejsce). W 2021 jego ugrupowanie przyłączyło się do partii EDEK, a Jorgos Lilikas zadeklarował wycofanie się z działalności politycznej.